# Holster
Ein Holster (Artikel: das Holster, n., altertümlich auch Hulfter, seit dem 18. Jahrhundert synonym auch Halfter) ist eine Tasche für Pistolen, Revolver, Kellnergeldbörsen und andere Gegenstände zum Zweck des schnellen Zugriffs.

## Beschreibung
Das Wort Holster hat seinen Ursprung in Hulfter, womit früher am Sattel befestigte Halterungen für Feuerwaffen bezeichnet wurden. Holster werden meistens von Polizei-, Sicherheits- und Feuerwehreinheiten, im Rettungs- und im Katastrophenschutz und beim Militär verwendet. Sie sollen z. B. die Waffe sicher und griffbereit am Mann halten und sie vor Verschmutzung sowie teilweise vor Fremdzugriff durch andere Personen schützen. Feuerwehrangehörige tragen griffbereit Holzkeile (zum Sichern von Türen), Rettungsmesser, -schlingen und -karabiner am Feuerwehrhaltegurt. Rettungsdienstler und Angehörige der verschiedenen Hilfsorganisationen tragen meist Gürtelholster im Einsatz. Jene enthalten z. B. Einmalhandschuhe, verschiedene Arten von Scheren, Diagnoseleuchten, Kugelschreiber, Funkgeräte usw. Die direkte Mitnahme von Gegenständen ermöglicht den Rettungskräften ein schnelleres Vorgehen am Patienten, da häufig benötigte Arbeitsmaterialien sich in Griffweite befinden. Der Begriff wird auch für Bereitschaftstaschen von Mobiltelefonen und Smartphones verwendet.

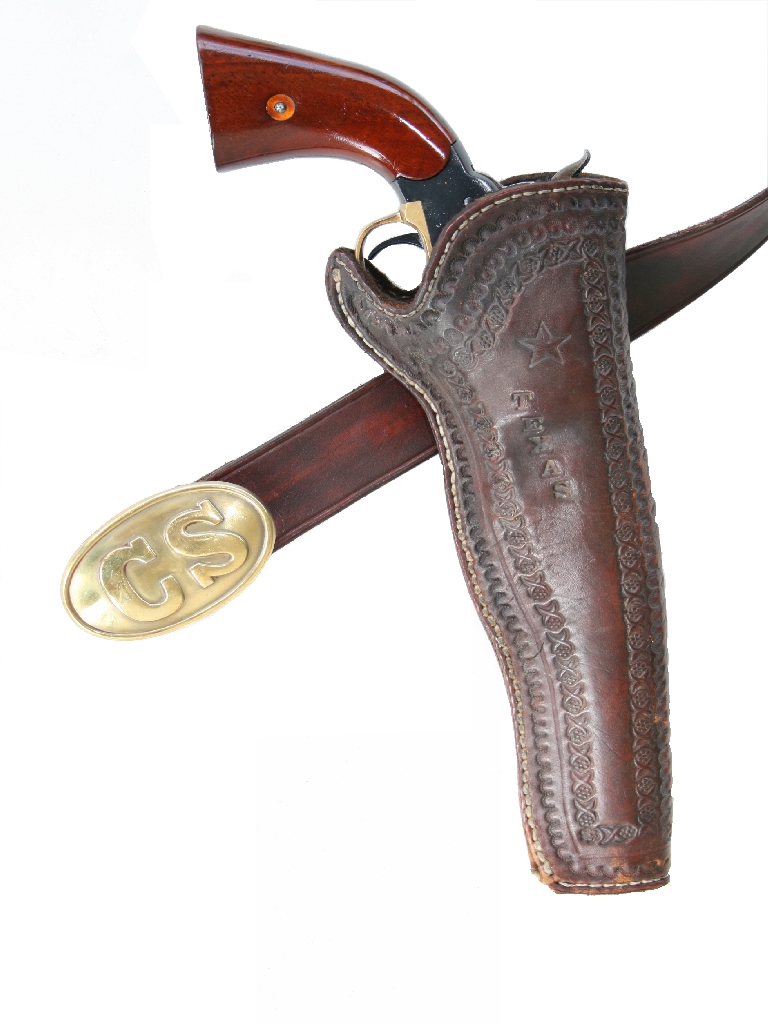
In den USA von Cowboys verwendetes Revolver-Holster
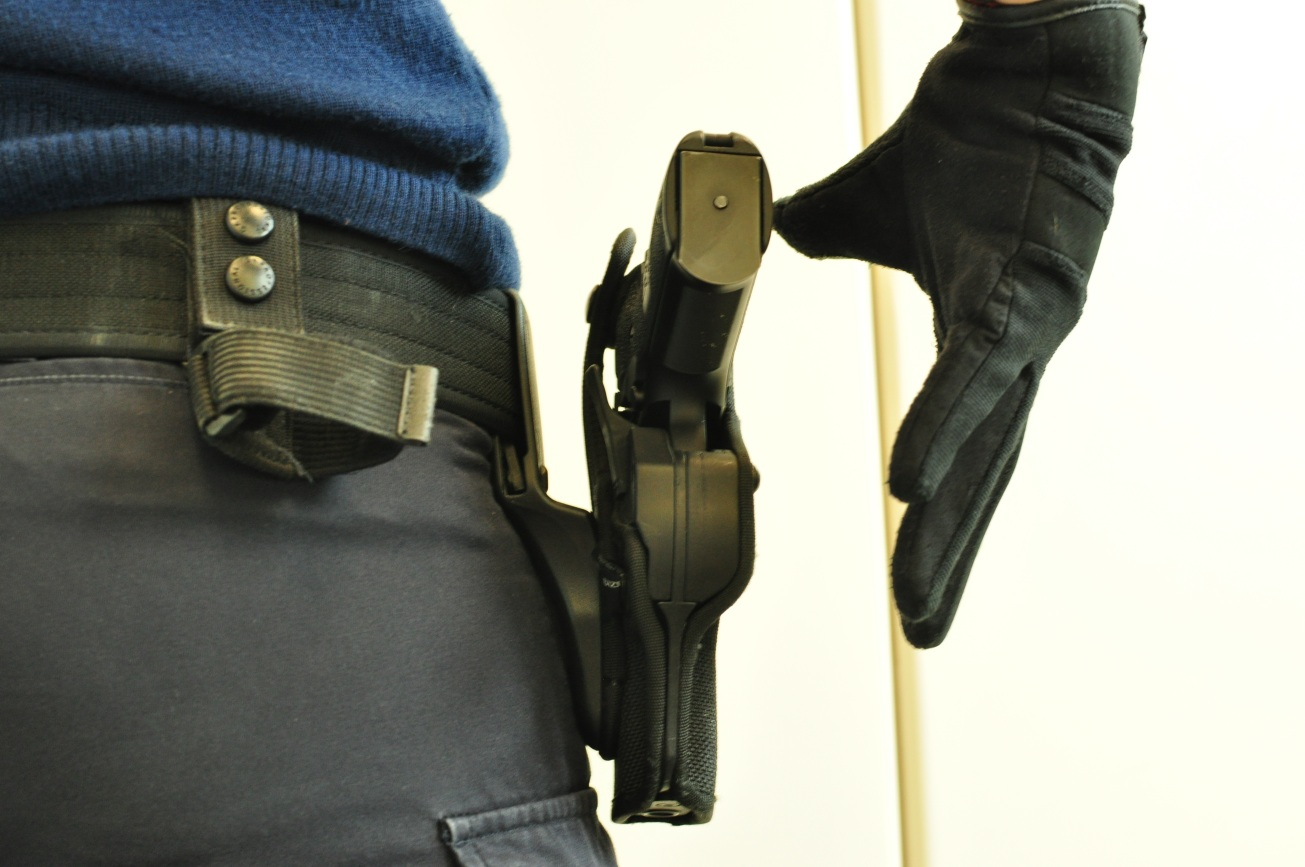
Waffe im Gürtelholster
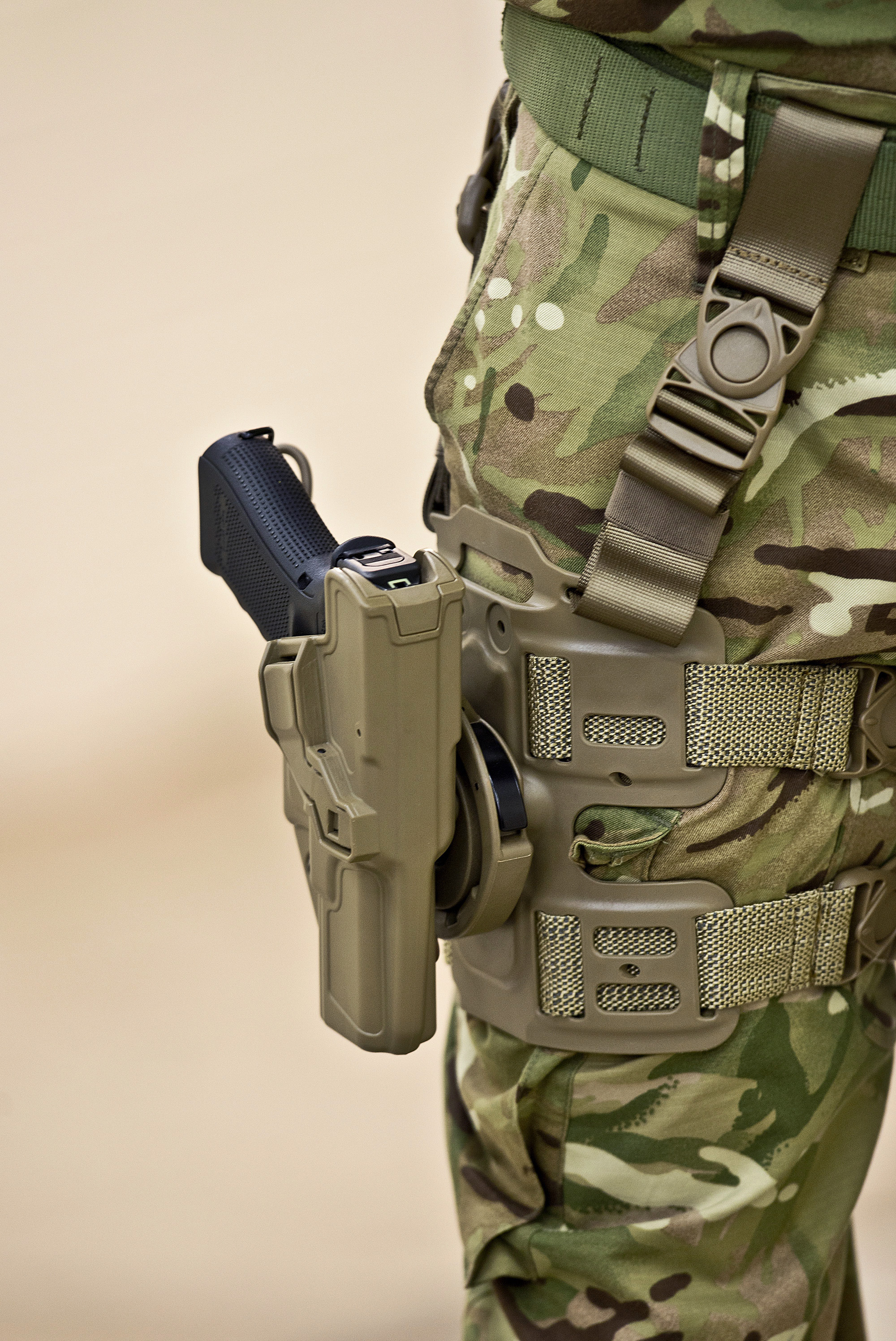
Oberschenkelholster mit Glock 17
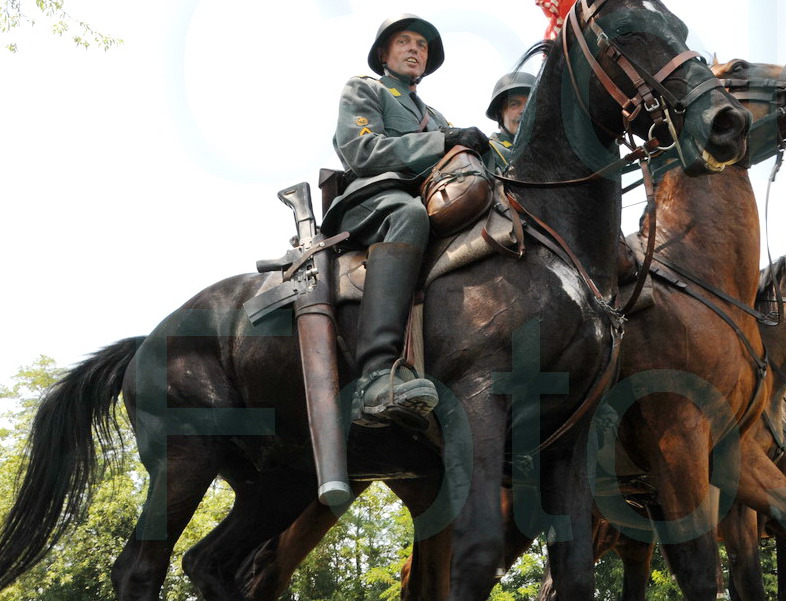
Pferde-Holster für ein SG 510

## Beispiele für die Holsternutzung bei Sicherheitsbehörden

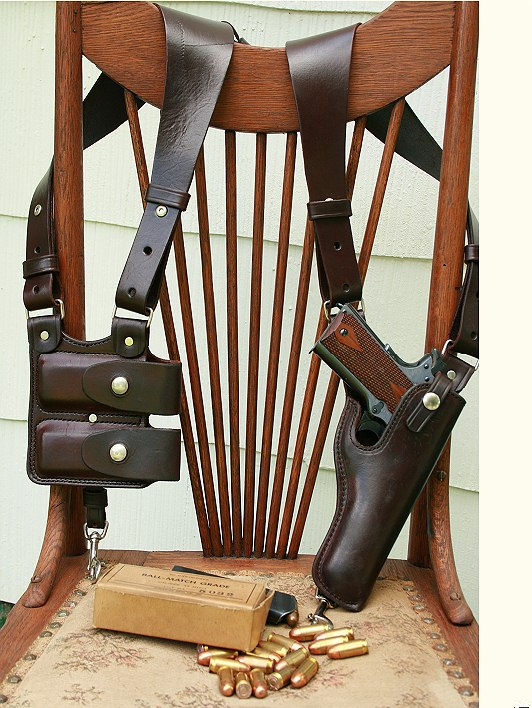
Vertikales Schulterholster mit zwei Reservemagazinen

- Achselholster oder Schulterholster werden unter den Achseln verdeckt getragen, damit man die Waffe nicht sofort erkennt. Sie werden meistens zu ziviler Kleidung getragen.Gürtelholster im Cross DrawBrustholster

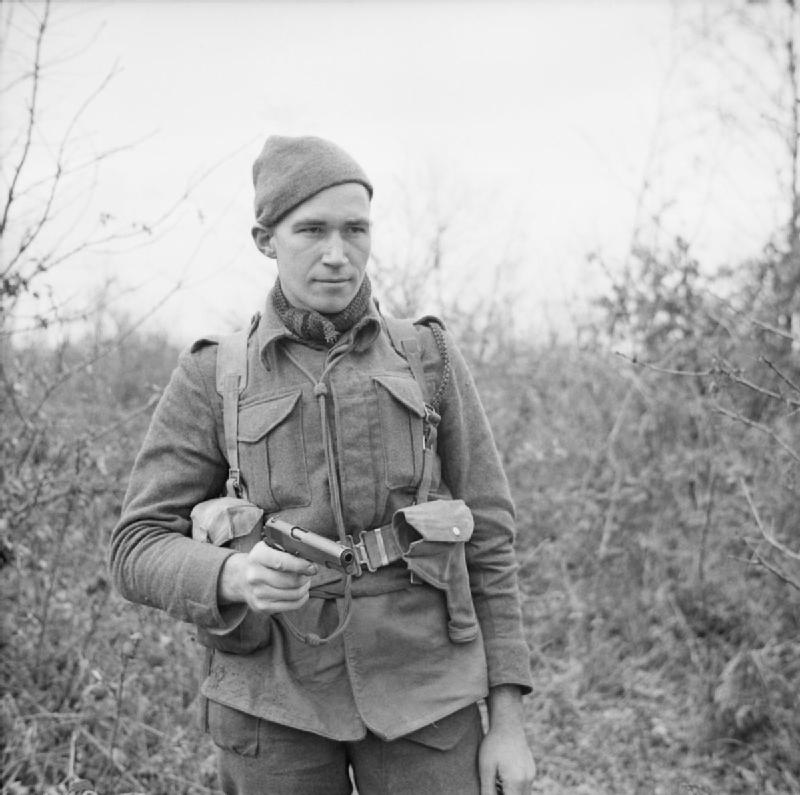
Gürtelholster im Cross Draw

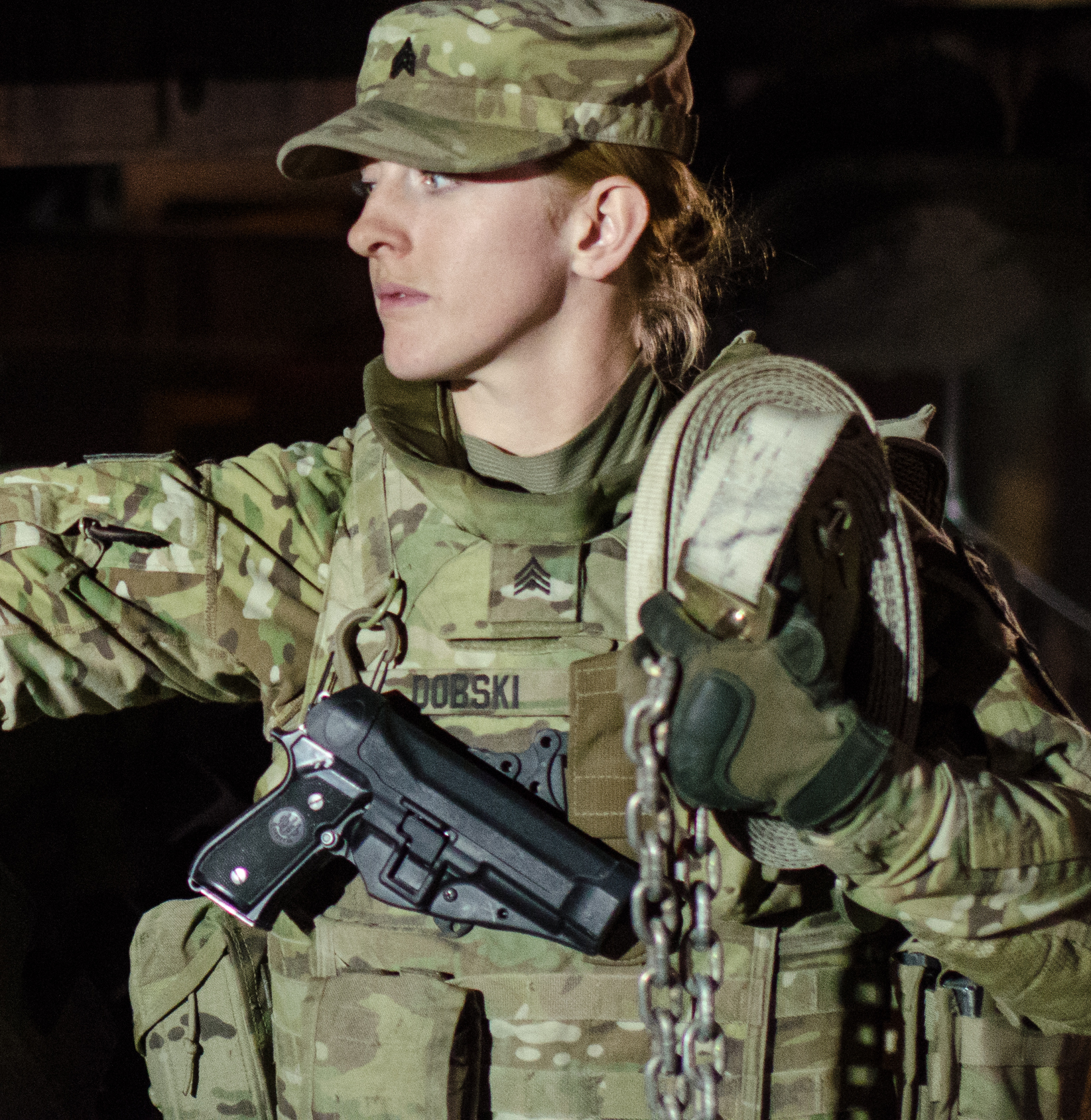
Brustholster

- Gürtelholster sind am meisten verbreitet und werden am Gürtel getragen. Sie können in zwei verschiedenen Ziehwinkeln getragen werden. Bei der ersten Variante, FBI genannt, ist die Waffe z. B. für einen Rechtshänder auf der rechten Seite. Beim zweiten Ziehwinkel, Cross Draw genannt, wird die Waffe z. B. von einem Rechtshänder auf der linken Seite getragen, jedoch mit dem Griff nach vorne. Eine spezielle Form des Gürtelholsters imitiert das Aussehen einer Gürteltasche; die Waffe wird dabei direkt vor dem Bauch getragen, ein Klettverschluss garantiert einen schnellen Zugriff auf die Waffe. Diese Sonderform wird von Polizisten in Zivilkleidung genutzt, wenn ein verdecktes Tragen der Waffe anderweitig nicht möglich ist (beispielsweise bei sommerlichen Temperaturen in T-Shirts).
- Beinholster/Oberschenkelholster werden insbesondere von Spezialeinheiten wie dem SEK oder auch militärischen Einheiten getragen. Das Holster befindet sich am Oberschenkel da ein Gürtelholster wegen der über den Gürtel reichenden Schutzwesten nicht getragen werden kann. Ein Heruntergleiten wird mit einer Verbindung zum Gurt vermieden.
- Knöchelholster werden durch die Hose verdeckt am Unterschenkel getragen.

Holster wurden früher meist aus Leder gefertigt, heute dominieren ähnlich reißfeste und widerstandsfähige synthetische Materialien, wie Cordura und Nylon, aber auch Hartplastik.